# Gastrancistrus ungutta
Gastrancistrus ungutta är en stekelart som först beskrevs av Girault 1916.  Gastrancistrus ungutta ingår i släktet Gastrancistrus och familjen puppglanssteklar. Inga underarter finns listade i Catalogue of Life.